# Протокол Фиата — Шамира
Протокол Фиата — Шамира — это один из наиболее известных протоколов идентификации с нулевым разглашением (Zero-knowledge protocol). Протокол был предложен Амосом Фиатом (англ. Amos Fiat) и Ади Шамиром (англ. Adi Shamir)
Пусть А знает некоторый секрет s. Необходимо доказать знание этого секрета некоторой стороне В без разглашения какой-либо секретной информации. Стойкость протокола основывается на сложности извлечения квадратного корня по модулю достаточно большого составного числа n, факторизация которого неизвестна.

## Описаниепротоколa
A доказывает B знание s в течение t раундов. Раунд называют также аккредитацией. Каждая аккредитация состоит из 3х этапов.

### Предварительные действия
- Доверенный центр Т выбирает и публикует модуль {\displaystyle n=p*q}, где p, q — простые и держатся в секрете.
- Каждый претендент A выбирает s взаимно-простое с n, где {\displaystyle s\in [1,n-1]}. Затем вычисляется V{\displaystyle =s^{2}{\pmod {n}}}. V регистрируется T в качестве открытого ключа A

### Передаваемые сообщения (этапы каждой аккредитации)
- A{\displaystyle \Rightarrow }B : {\displaystyle x=r^{2}{\pmod {n}}}
- A{\displaystyle \Leftarrow }B : {\displaystyle e\in {0,1}}
- A{\displaystyle \Rightarrow }B : {\displaystyle y=r*s^{e}{\pmod {n}}}

### Основные действия
Следующие действия последовательно и независимо выполняются t раз. В считает знание доказанным, если все t раундов прошли успешно.
- А выбирает случайное r , такое, что {\displaystyle r\in [1,n-1]} и отсылает {\displaystyle x=r^{2}{\pmod {n}}} стороне B (доказательство)
- B случайно выбирает бит e (e=0 или е=1) и отсылает его A (вызов)
- А вычисляет у и отправляет его обратно к B. Если e=0, то {\displaystyle y=r}, иначе {\displaystyle y=r*s{\pmod {n}}} (ответ)
- Если y=0, то B отвергает доказательство или, другими словами, А не удалось доказать знание s. В противном случае, сторона B проверяет, действительно ли {\displaystyle y^{2}=x*v^{e}{\pmod {n}}} и, если это так, то происходит переход к следующему раунду протокола.

Выбор е из множества {0,1} предполагает, что если сторона А действительно знает секрет, то она всегда сможет правильно ответить, вне зависимости от выбранного e. Допустим, что А хочет обмануть B. В этом случае А, может отреагировать только на конкретное значение e. Например, если А знает, что получит е=0, то А следует действовать строго по инструкции и В примет ответ. В случае, если А знает, что получит е=1, то А выбирает случайное r и отсылает {\displaystyle x=r^{2}/v} на сторону В, в результате получаем нам нужное {\displaystyle y=r}. Проблема заключается в том, что А изначально не знает какое e он получит и поэтому не может со 100 % вероятностью выслать на сторону В нужные для обмана r и х ({\displaystyle x=r^{2}} при e=0 и {\displaystyle x=r^{2}/v} при e=1). Поэтому вероятность обмана в одном раунде составляет 50 %.
Чтобы снизить вероятность жульничества (она равна {\displaystyle 1/2^{t})}) t выбирают достаточно большим (t=20, t=40). Таким образом, B удостоверяется в знании А тогда и только тогда, когда все t раундов прошли успешно.

## Пример
- Пусть доверенный центр выбрал простые p=683 и q=811, тогда n=683*811=553913. А выбирает s=43215.

Откуда {\displaystyle v=43215^{2}{\pmod {553913}}=1867536225{\pmod {553913}}=295502}
- A выбирает r=38177 и считает {\displaystyle x=38177^{2}{\pmod {553913}}=1457483329{\pmod {553913}}=138226}
- Если B отправил e=0, то A возвращает y=38177. Иначе, A возвращает {\displaystyle y=38177*43215{\pmod {553913}}=1649819055{\pmod {553913}}=266141}
- Проверка B: {\displaystyle y^{2}\equiv x*v^{e}{\pmod {n}}}

Если e было равно 0, то {\displaystyle y^{2}=38177^{2}{\pmod {553913}}=1457483329=138266} Подтверждено.
Иначе, {\displaystyle y^{2}=266141^{2}{\pmod {553913}}=70831031881{\pmod {553913}}=514832}
и {\displaystyle x*v=138226*295502{\pmod {553913}}=40846059452{\pmod {553913}}=514832} Подтверждено.